# Personaggi di Aladdin
Di seguito vengono elencati tutti i personaggi principali e secondari della trilogia di film Aladdin, Il ritorno di Jafar e Aladdin e il re dei ladri, della serie animata omonima, prodotta dalla Disney.

## Protagonisti

### Aladdin
Aladdin è il protagonista assoluto della storia. Da ladruncolo straccione bugiardo, ha fatto strada ed è diventato il più grande eroe di Agrabah; nobile e generoso, è sempre pronto a risolvere i problemi che affliggono la città o i sette deserti.

### Genio
Genio è il coprotagonista della storia. Liberato dalla maledizione della lampada, i suoi poteri sono ora solo una frazione di quello che erano in passato, ma è sempre pronto ad aiutare il suo ex-padrone, che ora considera il proprio migliore amico. S'innamorerà della geniessa Eden.

### Jasmine
Jasmine è la protagonista femminile della storia. Principessa di Agrabah, nonché fidanzata di Aladdin, sempre decisa a seguirlo in ogni sua impresa per difendere Agrabah.

### Raja
Raja è la tigre di Jasmine. Leale e fedele alla principessa, attacca ogni persona che non le vada a genio: strappa i pantaloni al principe Achmed, uno dei pretendenti alla mano della sua padrona, tiene lontano il principe Alì Ababua (Aladdin travestito) quando Jasmine lo crede ancora superbo, difende gli amici da Jafar e per questo viene trasformato in un cucciolo di tigre nella prima battaglia. Ma Raja sa anche essere molto affettuoso: unico amico della principessa, cui confida i suoi dubbi e le sue pene d'amore, sembra essere dotato di una notevole intelligenza, poiché capisce appieno i discorsi che gli vengono fatti.
Nella versione live-action, Raja è sostanzialmente lo stesso in termini di protettività nei confronti di Jasmine, arrivando anche qui ad attaccare un arrogante principe, il principe Anders, venuto ad Agrabah per chiedere la principessa in sposa. A differenza, però, della versione animata, qui Raja, dopo aver incontrato Aladdin, si mostra docile ed amichevole, con grande stupore di Jasmine, e quando poi il ragazzo si ripresenta spacciandosi come principe Alì Ababua, la tigre, dopo un'iniziale diffidenza, lo riconosce e di nuovo lo accoglie e lascia che il giovane parli con l'amica. Tuttavia, anche per motivi di realismo, il personaggio risulta molto meno espressivo e la sua personalità ne esce molto meno definita, venendo rilegata al minimo.

### Abu

Abu

Il fidato compagno di Aladdin, è una scimmia dalla piccola taglia che indossa un fez e un gilet aperto davanti; agile e scaltra, compie con Aladdin molti furti al mercato di Agrabah. Anche se la sua avidità mette a rischio la vita di Aladdin nella Caverna delle Meraviglie, poiché tenta di impadronirsi di un enorme rubino, Abu dimostra anche una generosità inaspettata, dando un pezzo di pane a dei bambini affamati (sebbene ne sembri quasi costretto per buon senso dopo averne mangiato metà e principalmente dopo che lo fa Aladdin). Se c'è un personaggio che non può proprio sopportare è il pappagallo Iago: quando, nel primo film, sono nemici, tenta di ostacolare i suoi piani in ogni modo; quando Iago si pente, la gelosia per il rapporto instaurato con Aladdin, lo porta a far scoprire il pappagallo da Raja, la tigre di Jasmine: ciò scatenerà una lite tra Aladdin e il sultano. Abu però partecipa anche con coraggio alle battaglie: Jafar stesso lo imprigiona insieme agli altri per tenerlo fuori portata e lo trasforma in un pupazzetto meccanico.
Abu non compare nel racconto originale, mentre vi è un personaggio dallo stesso nome nel film Il ladro di Bagdad, che ha ispirato in parte il film Disney; compagno del protagonista, è tuttavia un ragazzino e non una scimmia, ma condivide la furbizia e l'avidità con il personaggio animato.

### Tappeto Volante
Il Tappeto Volante, noto semplicemente come il Tappeto, è un prezioso alleato di Aladdin e dei suoi amici, trovato dallo stesso Aladdin nella Caverna delle Meraviglie. Più di un semplice mezzo di trasporto, si tratta di un essere dotato di una strana e spiccata intelligenza e di sentimenti propri. È un compagno indispensabile per Aladdin, di cui il ragazzo si fida ciecamente. Salva Aladdin nella Caverna delle Meraviglie dalla lava incandescente, porta per i cieli del mondo Aladdin e Jasmine per far sì che lui la conquisti e fa divertire il Sultano, facendolo volare dove lui voglia. Nonostante sia un tappeto, è anche coraggioso: affronta Jafar (viene ridotto in fili la prima volta, in mille pezzi la seconda) e Sa'Luk, e vola con Aladdin contro Abis Mal e i ladroni, e gli altri nemici. Sa anche svagarsi: lo si vede giocare a biliardo con il Genio e Abu a palazzo. È anche molto sensibile e prova una certa gelosia verso chiunque faccia volare i suoi amici al posto suo, per esempio gli Spiritelli. Il Tappeto Volante appare anche nella nota saga di Kingdom Hearts, ricoprendo un ruolo secondario nella trama. In World of Warcraft, è possibile creare, attraverso la professione di sarto, un tappeto volante cavalcabile, palesemente ispirato al tappeto di Aladdin; infatti nello stato appare la citazione Don't dare close your eyes, cantata da Aladdin nella canzone A Whole New World.

### Sultano
Il Sultano è il padre di Jasmine. L'apparentemente mite ed impacciato governante di Agrabah rivelerà spesso doti nascoste e un passato da intrepido avventuriero.

### Razoul
Razoul è il burbero comandante delle guardie del Palazzo di Agrabah. Fedele solo al Sultano e a sua figlia Jasmine, odia chiunque minacci la sicurezza della famiglia reale. A stento sopporta persino gli ordini del gran visir Jafar, che però deve eseguire, in quanto suo superiore. Il personaggio che però odia di più è sicuramente Aladdin. A causa delle numerose rincorse per il mercato tra i due, quando questi era ancora un ladruncolo, conosce bene il volto di Aladdin. È tra i primi a riconoscerlo travestito da Ali Ababua e non vede l'ora che commetta qualche passo falso per poterlo arrestare, cosa che farà anche dopo, quando Aladdin viene nominato dal Sultano gran visir. Ogni motivazione che porti qualche accusa ad Aladdin lo rende felice, come il suo tentativo di nascondere Iago, il ritrovamento del copricapo del Sultano lacerato e la scoperta del tentativo di evasione di Cassim. Razoul è anche un boia: quando una falsa Jasmine gli ordina di decapitare Aladdin, è proprio lui l'esecutore della pena capitale, sventata all'ultimo secondo dal Genio. Alla fine della storia, però, si deve rassegnare: con il matrimonio con Jasmine, Aladdin entra nella famiglia reale, alla quale lui ha prestato giuramento e deve prestargli i suoi servigi.
Nella serie animata appare quasi sempre come un personaggio comico, eccetto nell'episodio 54, quando si rifiuterà di uccidere Jasmine, sotto ordine del Sultano, posseduto dallo spirito del malvagio guerriero Kileem, dimostrando quindi di essere capace anche di pensare con la propria testa e di capire da solo la differenza tra giusto e sbagliato, e nell'episodio 64, quando i rapporti fra lui e Aladdin si attenueranno, in quanto dovranno collaborare per fermare il malvagio demone del fuoco Aziz.
Razoul è uno dei pochi personaggi Disney di cui non si conosce di preciso l'indole: è fedele al Sultano, ma è anche un uomo sadico e spietato e, nonostante tutte le gesta eroiche di Aladdin, continua sempre ad avere astio nei suoi confronti. Ma, pur non avendo perso la sua naturale avversione per Aladdin, suo malgrado sarà costretto a collaborare più volte con lui per salvare Agrabah.

## Antagonisti

### Jafar
Jafar è l'antagonista principale dei primi due film, e del film live action. Gran visir del sultano della cittadina di Agrabah, è anche un potente e malvagio stregone, che mira alla conquista della città e del mondo intero.

### Iago
Iago è un pappagallo, inizialmente è l'antagonista secondario del primo film (e del film live-action), e poi è uno dei protagonisti del secondo e terzo film, e della serie animata. Un tempo aiutante del malefico Jafar, nonostante sia ora redento, non ha perso la vena maliziosa, venale ed egoista che lo caratterizza. Si mostra sempre pronto ad andare alla ricerca di antichi tesori, lasciando però che siano i suoi compagni a faticare e rischiare la vita al suo posto. S'innamora ricambiato di Zondra, la Regina della Pioggia.

### Abis Mal
Abis Mal è l'antagonista secondario del secondo film. Grande predone del deserto ed ex-padrone del genio Jafar, si dimostra piuttosto scarso d'intelletto, goffo e infantile. Sempre in cerca di nuovi modi per arricchirsi, più avanti nella serie animata arriva ad allargare le sue ambizioni, deciso a divenire il signore di tutta Agrabah.
Compare per la prima volta nel lungometraggio. All'inizio, ruba gioielli con i predoni suoi compagni, fino a quando non incontra Aladdin, che lo deruba. Il giorno dopo, al mercato di Agrabah, lui e i suoi uomini incontrano di nuovo Aladdin e tentano di ucciderlo, ma vengono fermati da Iago, ex-alleato di Jafar. Quella stessa notte, trova una lampada nera in un pozzo e, quando la strofina, vede uscirne un genio malefico, che in realtà è Jafar. Si allea con Jafar, ma vuole sfruttarne il potere per esaudire desideri. Quando lo stregone gli chiede di usare l'ultimo desiderio per liberarlo dalla lampada, il ladrone rifiuta, volendo utilizzare il desiderio per avere ricchezze e tesori. In seguito, quando Aladdin e i suoi amici tentano di prendere la lampada, Jafar, trasformato in genio, li intrappola, ma grazie a Iago la lampada viene distrutta e lo stregone scompare per sempre. Quanto ad Abis Mal, incastrato su un albero, alla fine del film dichiara sconsolato che l'ultimo desiderio è andato a farsi friggere.
Successivamente appare anche nella serie animata, della quale è uno degli antagonisti principali, sebbene nel corso della serie Aladdin si scontri con avversari ben più pericolosi e diabolici di lui. È spalleggiato dal suo tirapiedi Haroud e tenta più volte di impadronirsi di Agrabah, ma ogni volta i suoi loschi piani vengono sventati da Aladdin e dai suoi amici. È il cattivo che compare più volte nella serie: quattordici episodi. Nell'episodio Le pietre dell'umore, si è alleato con il diabolico inventore Mekanikos e, nell'episodio Il giorno della fondazione, appare il suo antenato Abnor Mal, costruttore di tende per la tribù del fondatore di Agrabah.
Non appare in Kingdom Hearts II, nonostante nel mondo di Agrabah si svolga la stessa storia vista nel film. Viene sostituito dal venditore ambulante che racconta la storia del protagonista nel primo film; il motivo potrebbe essere che il modello grafico del mercante era già a disposizione dal primo Kingdom Hearts.

### Haroud
Haroud è il fedele braccio destro di Abis Mal, di origine nubiana o etiope. Dimostra di essere decisamente più saggio e assennato del suo sciocco padrone ed è spesso lui ad avere le felici intuizioni per i loro piani. Tuttavia, il suo ruolo di subalterno non gli permette di minare l'incompetenza di Abis Mal.

### Sa'Luk
Sa'Luk è l'antagonista principale del terzo film, ultimo capitolo della trilogia Disney dedicata ad Aladdin e compagni. In origine, doveva essere lo stregone Mozenrath, apparso nella serie animata, ma la produzione preferì distaccarsene, scegliendo d'inserire lui come cattivo principale e Cassim per la parentela con Aladdin.
Sa'Luk è raffigurato come un energumeno di due metri di altezza circa, calvo, con una curiosa carnagione grigiastra, penetranti occhi neri, una corta barba e due baffi lunghi e sottili arricciati in punta. Dotato di una forza fisica spaventosa (che addirittura gli consente di uccidere uno squalo a mani nude e respingere apparentemente senza nessuno sforzo gli attacchi dei suoi compagni), appartiene alla banda dei quaranta ladroni guidata da Cassim, il padre di Aladdin, che si reca al matrimonio di Aladdin e Jasmine per derubare gli invitati e per trovare l'Oracolo. A differenza degli altri ladri, Sa'Luk è molto astuto, sadico, spietato, crudele, sanguinario e violento, e detesta Cassim poiché, da quando è capo della banda, i quaranta ladroni non sono più gli efferati e spietati banditi di un tempo. Per questo motivo, cerca più volte di spodestarlo dalla posizione di capo della banda. In combattimento, la sua arma preferita è un tirapugni con tre affilate lame in bronzo.
Quando Aladdin scopre il nascondiglio dei ladri, Sa'Luk afferma che va ucciso, come previsto dal loro codice, ma Cassim convince la banda a far combattere i due in un duello all'ultimo sangue: chi dei due rimarrà vivo potrà rimanere nella banda. Dopo una tremenda battaglia, Aladdin ha la meglio e lui, con gran gioia di Cassim, precipita da una scogliera. Tutti credono che sia morto, ma in realtà è sopravvissuto e decide di vendicarsi, rivelando alle guardie il nascondiglio, ma per sua sfortuna Aladdin e il padre non si trovavano nel covo all'irruzione delle guardie. Allora, persuade i sette ladri rimasti che a tradirli sia stato Cassim; così, quando questi torna al covo con l'Oracolo, lo imprigiona e lo obbliga a guidarli verso l'Isola Evanescente, dove si trova il più grande tesoro del mondo, la Mano del re Mida, che trasforma tutto ciò che tocca in oro, provocando la sua morte.

Quando giunge sull'isola, si ritrova a riaffrontare Aladdin, che aveva seguito il padre, e stavolta ha lui la meglio. Infatti, minaccia Cassim di consegnargli la mano d'oro in cambio della vita del figlio. Cassim cede al ricatto, ma Sa'Luk afferra la mano nel modo sbagliato e viene trasformato in una statua d'oro.

### Mozenrath
Mozenrath è uno degli antagonisti principali della serie animata. Giovane e potente stregone, regnante della lontana Terra delle Sabbie Nere, rappresenta in molti aspetti l'antitesi di Aladdin. Se Aladdin è buono e generoso, Mozenrath è un ragazzo malvagio e ambizioso; se i vestiti di Aladdin sono semplici, Mozenrath indossa vestiti raffinati; infine, se Al ha una spiccata intelligenza pratica, Mozenrath ricorre molto spesso a piani geniali e ben studiati.
Allevato dal potente stregone Destano, signore della Terra delle Sabbie Nere temuto persino da Jafar, ha spodestato il suo maestro, trasformandolo in uno zombie a lui fedele. Inoltre, nonostante sia coetaneo di Aladdin, ha già acquisito un potere paragonabile, se non superiore, a quello di Jafar. Suo unico compagno è il fedele famiglio Xerxes, una sorta di pesce volante con un occhio strabico. Lo scopo del giovane stregone è quello di conquistare i sette deserti e anche Agrabah, non perché sia un regno magico ma solamente "perché esiste", oltre a impadronirsi di più magia possibile. Per la sua ambizione, viene definito da Iago: "Questo qui è Jafar junior!". Mira a distruggere per sempre l'odiato Aladdin, il maggiore ostacolo ai suoi piani, ma viene sconfitto sempre più volte da Aladdin e i suoi amici. Ha alle sue dipendenze un esercito di zombie, chiamati "Mammalucchi".
Ha una conoscenza della magia molto ampia e ha creato un sistema d'allarme chiamato "anti-magia". Inoltre, per fare magie, usa un guanto magico che porta sulla mano destra. Tale guanto nasconde anche il suo braccio scheletrico, dovuto al fatto che il potere ottenuto sta lentamente distruggendo il suo corpo. Per questa ragione, proverà a trasferirsi nel corpo di Aladdin, venendo però fermato dal Genio. Il prezzo sarà però la coesistenza delle due anime, cosa che sarà risolta alla fine dell'episodio, in cui il suo corpo cesserà di decomporsi, ma gli rimarrà il braccio scheletrico. Alla fine della puntata, l'ultima in cui compare, Mozenrath sarà privato del guanto dai poteri malefici da Aladdin e rinchiuso dal Genio in una gabbia volante con Xerxes.
Nella prima versione della storia del terzo film, Aladdin doveva ritrovare il suo perduto fratello maggiore nella persona del principale antagonista, ovvero Mozenrath. Siccome però Jonathan Brandis, il doppiatore di Mozenrath, non voleva riprendere il ruolo, l'idea fu abbandonata e i produttori ne approfittarono per distinguersi dalla serie animata. Così, Mozenrath fu sostituito da due nuovi personaggi: il perfido Sa'Luk come vero e unico antagonista principale, e il buon Cassim come padre di Aladdin e capo dei quaranta ladroni.

### Xerxes
Xerxes è una murena volante, il fedelissimo servitore di Mozenrath.
Se i produttori del terzo film non avessero cambiato la versione originale, sarebbe apparso insieme al suo padrone, visto che doveva essere il principale antagonista.

### Nasira
Nasira è l'antagonista principale del videogioco Aladdin: La vendetta di Nasira, basato sul film originale. Si tratta di uno dei principali antagonisti di Aladdin e il primo di sesso femminile insieme a Mirage. Sorella gemella del defunto Jafar, riuscì in qualche modo a sapere della morte di suo fratello e, nel tentativo di contattarlo, usa la magia nera per strapparlo temporaneamente dal mondo degli Inferi. Evocata la sua anima, gli spiega che per riportarlo in vita è necessario usare degli amuleti sparsi nel deserto, in quanto il potere dell'incantesimo era tale da imbrogliare la Morte stessa. Per fare ciò, sotto consiglio di Jafar, avrebbe dovuto prima liberarsi di Aladdin ed i suoi amici. Organizza un massiccio attacco ad Agrabah, ipnotizzando Razoul e le guardie del Sultano. Portati via i membri della famiglia reale, si autoproclama la nuova governatrice di Agrabah e ordina ai suoi sgherri di catturare Aladdin e di occuparsi personalmente di lui. Al riesce comunque ad arrivare da solo al palazzo, ma sottovaluta la magia nera di Nasira ed il Genio stesso viene portato all'interno della Caverna delle Meraviglie. Successivamente, parte alla ricerca degli amuleti, ma troverà sempre Aladdin a metterle i bastoni fra le ruote, liberando i suoi amici dai numerosi mostri evocati dalla strega, tra cui lo stesso dio Anubis. Tornando nel suo covo, riesce a resuscitare Jafar, ma solo attraverso gli amuleti otterrà la forza necessaria per vivere e ritornare al mondo esterno. Aladdin, però, la segue e nello scontro riesce ad evitare che la sua nemesi risorga, uccidendola di nuovo. In quanto a Nasira, riesce a fuggire su una piattaforma, sebbene sconfitta.

### Mekanikos
Mekanikos (Mekanicles in originale) è un folle scienziato greco ossessivo-compulsivo, che si ritiene superiore a dotti ben più noti come Aristotele o Platone. È un genio nell'ingegneria e della meccanica (da qui il nome), in quanto riesce a creare pericolosi automi, perlopiù con sembianze di insetti, che variano da dimensioni giganti a microscopiche, come delle termiti meccaniche, o scarabei giganti con cui volare, crearsi un'armatura o pulire casa. Ha lo svantaggio di essere rupofobico, fissato con la pulizia e l'ordine, a tal punto che vuole trasformare l'intero deserto in un mare di vetro, così che la sabbia non gli dia più problemi, e questo permette ad Aladdin di sventare i suoi piani. Appare fin dall'inizio della serie, quando per puro caso Aladdin e i suoi amici trovano il suo rifugio segreto. Qui, si prendono gioco di lui, dato che capiscono subito la sua ovvia insanità mentale e, come vendetta, Mekanikos decide di mettere la sconfitta di Aladdin tra i suoi sogni nel cassetto. Negli episodi successivi, usa un'infinità di diverse macchine e automi, come per esempio un robot parlante, capace di ipnotizzare chiunque lo senta. Dopo Abis Mal, è uno degli antagonisti principali e si caratterizza per il suo modo di fare eccentrico se non pericolosamente imprevedibile. Una volta, si alleò persino con Abis Mal, sebbene l'idiozia di quest'ultimo abbia portato il gruppo subito alla rovina.

### Mirage
Mirage è una perfida strega con sembianze feline, dai diabolici e intriganti poteri, ispirata alla dea egiziana Bastet. Mira a distruggere Aladdin e spezzarlo, sia nel corpo che nello spirito, poiché rappresenta tutti i valori che costituiscono l'antitesi del male, di cui lei si ritiene la perfetta incarnazione.
Mirage è uno dei maggiori antagonisti di Aladdin (dopo Abis Mal, che appare in quattordici episodi, Mozenrath, che appare in dieci, e Mekanikos, che appare in otto puntate, lei appare in ben sei puntate), nonché il secondo di questi ad essere di sesso femminile, dopo Nasira. Sensuale, ma allo stesso tempo crudele, Mirage vive in una dimensione parallela chiamata Morbia, all'interno di una sfinge, dove ha al suo comando un esercito di gatti di fuoco. Il suo primo incontro con Aladdin e il suo gruppo avviene proprio in occasione dello scontro di questi con i suoi gatti di fuoco.
Non è molto chiaro il perché degli attacchi di Mirage ad Aladdin, che sembrano essere volti a farlo soffrire per puro piacere (è infatti denominata l'Incarnazione del Male), come quando trasforma Jasmine in un essere metà donna e metà serpente per distruggere il loro amore, o quando mette Amal, il migliore amico d'infanzia di Aladdin, contro di lui, o quando trasforma gli abitanti di Agrabah in schiavi dormienti.
In un episodio, Mirage manda contro Aladdin un misterioso felino alato di nome Caos (ispirato allo Stregatto di Alice nel paese delle meraviglie), il quale, a dispetto delle apparenze, è un essere magico molto potente, addirittura molto più del Genio e della stessa Mirage, in quanto ha gli stessi poteri di un Genio della Lampada, ma non è legato ad alcun oggetto e non esaudisce i desideri altrui, bensì i propri e in modo illimitato (il Genio afferma che un intero palazzo pieno di Geni non avrebbe neanche un briciolo del suo potere). Difatti, alla fine dell'episodio, appare chiaro che Caos l'ha manipolata per mandarla ad Agrabah a divertirsi un po'.
Non si sa molto del passato di Mirage, tranne del fatto che in gioventù ebbe una relazione con il veggente cieco Phasir, che l'ha avvertita di non sottovalutare l'amore, poiché esso vince su tutto, e spera che l'amore di Aladdin possa vincere sul cuore pieno di odio di Mirage e farla tornare da lui, come visto nell'episodio 78.
Mirage possiede poteri magici molto sviluppati, specialmente nel campo dell'illusione e dell'inganno (come suggerisce il nome): è in grado di creare miraggi molto realistici e di prendere l'aspetto di qualsiasi persona. Può vedere Aladdin e i suoi amici dalla sua dimensione, è in grado di preparare varie pozioni (come quella che trasforma Jasmine in serpente) e di dare vita ai gatti di fuoco.

### Ayam Aghoul
Ayam Aghoul è uno stregone non morto, autoproclamatosi Il duca dei morti viventi. Dopo aver costretto una potente maga a divenire sua sposa, quest'ultima, per punirlo, lo imprigionò per sempre nel regno dei morti. Tenta più volte di fuggire servendosi di Aladdin e dei suoi amici, per poi volgere le sue attenzioni sulla conquista del mondo dei vivi, ma ogni suo tentativo fallisce e finisce sempre per essere ricacciato nell'aldilà. Il suo nome è una storpiatura della frase "I am a ghoul", traducibile come "io sono un morto vivente".

### Amin Damoola
Amin Damoola è un antagonista minore. Si tratta di un diabolico ma sfortunato malvivente dei bassifondi di Agrabah. È lo zimbello della corporazione dei ladri, i quali lo hanno soprannominato Dita di burro per la sua goffaggine. Più volte si lancia in furti efferati ed escogita piani fantasiosi, venendo sempre fermato da Aladdin e dai suoi amici.

### Nefir
Nefir è un diavoletto (Imp in originale), nemico giurato del Genio, poiché i geni hanno una vera e propria avversione verso queste creature. Comanda una banda di diavoletti ed è sempre in cerca di nuovi modi per arricchirsi a spese degli altri. Arriverà addirittura a scatenare una guerra tra Agrabah e la terra di Odiferus per accaparrarsi il mercato degli armamenti.

### Dominus Zanna
Dominus Zanna è un gigantesco minotauro. Tenta più volte di conquistare Agrabah, ma viene sempre sconfitto. La sua sconfitta definitiva avviene nell'episodio La prodigiosa armatura, quando viene eliminato dal Sultano, mentre indossa l'armatura del leggendario guerriero Kileem. Le sue corna verranno poi appese a un muro del palazzo come trofeo.

### Aziz
Aziz era un prestigiatore, membro della banda di Minosse. Malvagio e meschino, prendeva in giro Abu, quando questi faceva parte della banda. Nella puntata La pietra del destino viene trasformato in un demone del fuoco. A differenza di Minosse e Fatima, rifiuta la possibilità di tornare umano e, infatti, torna ad Agrabah per impadronirsene. Verrà sconfitto per sempre da Aladdin con l'aiuto di Razoul.

### Fashoom
Fashoom è un gigantesco ciclope ed è il fratello minore di Phasir, imprigionato nella pietra da quest'ultimo per difendere il mondo dalla sua sete di distruzione. Verrà liberato da un incauto Abis Mal, intenzionato a impadronirsi del suo tesoro e toccherà ad Aladdin e i suoi amici sconfiggerlo, portando a compimento un'antica profezia pronunciata da Phasir stesso.

### Saleen
Saleen è una sirena, la regina incontrastata degli oceani; infatti, possiede grandi poteri magici legati al mare. Di carattere crudele e capriccioso, una volta incontrati Aladdin e Jasmine, farà di tutto per separarli e far sì che Aladdin diventi suo amante o servitore. Nell'ultimo episodio in cui compare, trasforma Aladdin in una creatura simile a uno squalo. Il Genio, aiutato da Iago, Abu e il Tappeto riuscirà rompere questa maledizione, con la complicità di Armand, l'enorme polpo da compagnia di Saleen, nonché suo servitore più fedele. Questi, infatti, geloso delle attenzioni che la sua regina dà ad Aladdin, farà di tutto per riconquistare il suo posto.

### Malcho
Malcho è un gigantesco serpente piumato, ispirato alla divinità azteca Quetzalcoatl. Un tempo, era il signore dei venti e della pioggia nonché dominatore della foresta pluviale, ma venne fermato da Zondra, che gli rubò il medaglione che gli donava tutti i suoi poteri. Per millenni, Malcho ha atteso nell'ombra, aspettando il momento più propizio per attuare la propria vendetta, fino a quando Zondra, desiderosa di prendersi una vacanza, non affida a Iago il medaglione. Con un inganno, Malcho sottrae il medaglione a Iago (dimostratosi totalmente incapace e irresponsabile nel gestirne i poteri) e, forte dei suoi ritrovati poteri, catturerà Iago, Zondra e i loro amici. Sarà lo stesso Iago, però, a sconfiggerlo con un inganno, bandendolo nel gelido Artico. In seguito, Malcho cercherà di vendicarsi di Iago, ma verrà sconfitto da Alddin. A quel punto, Malcho giurerà vendetta anche contro quest'ultimo.

## Personaggi secondari

### Phasir
Phasir è il fratello maggiore di Fashoom. All'inizio della serie, si presenta come un vecchio veggente di strada, ma più avanti si rivelerà un mago dai grandi poteri. Secoli fa, imprigionò il suo malvagio fratello nella pietra per proteggere il mondo dalla sua sete di distruzione. Sconfiggendolo, Aladdin porterà a compimento una profezia pronunciata dallo stesso Phasir. Nell'episodio 78, si scopre che, da giovane, ha avuto una relazione con la strega Mirage.

### Uncouthma
Uncouthma è un principe del popolo barbaro degli odiferunni, nella lontana terra di Odiferus. Si presenta per la prima volta a palazzo per chiedere la mano di Jasmine, in quanto pretendente ritardatario. In quest'occasione, Jasmine si servirà di lui per far ingelosire Aladdin. Rassegnatosi dopo il rifiuto della principessa, troverà l'amore con la bella Brunilde, robusta donna abitante delle sue terre, che sposerà. Diverrà un grande amico di Aladdin e un alleato di Agrabah.

### Sadira
Sadira inizialmente si presenta come antagonista e successivamente come alleata. All'inizio, era solo una "stracciona" che si innamora di Aladdin, dopo essere stata salvata dalle grinfie di Razoul. Dopo essere stata respinta da Aladdin, decide di vendicarsi. L'occasione le viene data quando, dopo essere caduta in una stanza segreta, trova un libro di magia che spiega come effettuare diversi incantesimi, caratterizzati tutti dalla presenza di sabbia. Così, riesce a scatenare un mostro di sabbia sulla città, nel tentativo di catturare Jasmine, ma nella fretta di crearlo non ha pensato a come controllarlo e rischia di venire uccisa dalla sua stessa creazione. Fortunatamente, viene salvata da Aladdin, che riesce a ingannare e sconfiggere la bestia.
Nel suo secondo tentativo, utilizza le sabbie della memoria, che alterano i ricordi e, apparentemente, anche la storia dell'intera città, trasformandosi così in principessa e futura sposa di Aladdin, mentre Jasmine, diventata povera, si riduce a mendicare per strada senza poter incontrare Aladdin. Purtroppo per la strega, l'incantesimo non ha effetto sugli animali, così Abu, Iago e Rajah, ricordandosi tutto, fuggono rapidamente dal palazzo per andare alla ricerca di Jasmine. Nonostante inizialmente sia scettica, Jasmine comincia a credere alla storia raccontatole da Iago, nel momento in cui vede Aladdin nel corteo nuziale, e crede di conoscerlo, anche se è sicura di non averlo mai visto. Quando Jasmine entra nel palazzo, la forza dell'amore risulta essere, ancora una volta, più forte delle sabbie della memoria: infatti, il Sultano sente un forte affetto nei confronti di Jasmine e dice che, se avesse un'altra figlia, vorrebbe che fosse bella come lei. Sadira, intanto, fa in modo che Aladdin e Jasmine non s'incontrino, imprigionando quest'ultima con l'accusa di stregoneria. Inoltre, anticipa il matrimonio, ma gli animali e Jasmine riescono a interrompere la cerimonia prima che Sadira e Aladdin diventino ufficialmente marito e moglie. Vedendo Jasmine, Aladdin s'innamora alla follia e corre a baciarla, con la conseguenza che tutta la storia torna alla normalità e solo Iago, Abu, Rajah e Sadira conserveranno il ricordo di questa esperienza.
Nel suo terzo tentativo, Sadira lancia un incantesimo su Aladdin ed Abu per trasformarli, rispettivamente, in un eroico principe, con tanto di drago da uccidere, e in un cavallo. Contemporaneamente, apre un portale per la terra delle sue fantasie, dove lei e Aladdin potrebbero vivere felici senza Jasmine. Purtroppo, anche se il Genio è riuscito a chiudere il portale, la miscela tra la sua magia e quella di Sadira fa credere ad Aladdin di essere ancora il principe, nonostante l'assenza di armatura e drago, così come Abu credeva di essere il suo fedele destriero, costringendo il Genio e Sadira a ricreare il mondo fantastico al fine di rompere l'incantesimo. Lavorando insieme per la riuscita dell'impresa, Sadira e Jasmine diventano amiche e riescono a salvare Aladdin.
Nonostante la sua nuova amicizia con il gruppo, Sadira è costretta ad affrontare le conseguenze delle sue azioni passate. Infatti, finisce inconsapevolmente col risvegliare le Streghe della Sabbia, le creatrici degli incantesimi da lei usati, che tentano di conquistare e distruggere Agrabah. Sadira, alla fine sceglie di seguire i suoi amici e, insieme, liberano la città dalle Streghe.

### Murk
Murk è il rude e gigantesco capitano di una nave capace di solcare in volo le dune. Conduce da anni una caccia ossessiva al mostruoso Squalo delle Sabbie, una creatura in grado di nuotare nel deserto. Il personaggio è un ovvio riferimento al Capitano Achab del romanzo Moby Dick.

### Eden
Eden è la versione femminile del Genio, per via della sua indole eccentrica e spassosa. Ovviamente anche lei innamorata del Genio, è diventata la geniessa di un'orfana di nome Dhandhi, che ha sfregato la bottiglia in cui era rinchiusa.
Si tratta del primo genio di sesso femminile che compare nella serie; di colore verde acqua, dimostra di avere tutti i poteri degli altri geni, come Jafar o il Genio di Aladdin, e anche lei è vincolata alle tre leggi: non far innamorare, non uccidere e non resuscitare i morti.

### Dhandi
Dhandi è una bambina orfana che vive in povertà fra le strade di Agrabah. Sarà lei a liberare la geniessa Eden, di cui diverrà la padrona. Una volta espressi i primi due desideri, il Genio la esorterà a usare il terzo per liberare Eden, ma Dhandi, per errore, esprimerà invece il desiderio che Eden rimanga con lei per sempre. Eden, sapendo che la bambina è sola al mondo, accetterà di buon grado di separarsi dal suo amato Genio per rimanere con lei.

### Zondra
Zondra è l'uccello della pioggia, dal piumaggio verde; guardiana della foresta pluviale, ha il controllo assoluto sul clima e il tempo atmosferico. I suoi poteri derivano da un medaglione che porta al collo, che in passato ha dovuto sottrarre al malefico dio serpente Malcho, il quale ne faceva un uso pericoloso. Fin da subito, si invaghirà di Iago, il quale, però, sfrutterà la situazione per sedurla e permettere ad Aladdin e gli altri di portare una nuvola di pioggia ad Agrabah, colpita dalla siccità; dopo un iniziale litigio, farà amicizia con Aladdin e gli altri, e Iago si innamorerà realmente di lei, venendo ricambiato. Nonostante tutto, nei successivi episodi, dimostrerà di mal sopportare il carattere burbero, egoista e scontroso di Iago, non risparmiandogli rimproveri o addirittura la propria furia, in determinati momenti.

### Muktar
I Muktar sono creature con sembianze di rettili umanoidi, vestiti da predoni del deserto, il cui unico scopo nella vita è dare la caccia ai geni. Uno di loro viene assunto da uno dei vecchi padroni del Genio per catturarlo; in seguito, verrà nuovamente ingaggiato da Mozenrath; in quest'occasione, verrà salvato proprio dal Genio, gesto che porterà il Muktar a diventare suo amico e a tradire il suo padrone.

### Sultano Pasta Al-Dente
Sultano Pasta Al-Dente è il sovrano del regno di Getzistan e amico di vecchia data del Sultano di Agrabah, nonché principale alleato commerciale.

### Spiritelli
Spiritelli, chiamati anche Diavoletti ("Imp" in originale), sono gli aiutanti di Nefir.

### Minosse
Minosse è il capo di un gruppo di circensi composto da lui, Fatima e Aziz. Del gruppo faceva parte anche Abu, prima d'incontrare Aladdin: mentre gli spettatori ammiravano le esibizioni dei primi tre, la scimmia li derubava non vista. Forte e irascibile, è fidanzato con Fatima, per la quale farebbe di tutto. Nella puntata La pietra del destino viene trasformato in un minotauro. Quando poi si sacrifica per salvare Fatima dalla ribellione di Aziz, verrà ritrasformato in umano e deciderà d'iniziare una nuova vita insieme a lei.

### Fatima
Fatima è la fidanzata di Minosse, nonché acrobata del gruppo di circensi. Sensuale, astuta e manipolatrice, nella puntata "La pietra del destino" viene trasformata in un'arpia, cosa che le causa disgusto. In seguito, si redimerà insieme a Minosse e tornerà umana.

### Cassim
Cassim è il padre di Aladdin, che credeva fosse morto, e il coprotagonista del terzo film. In origine, lo stregone Mozenrath doveva essere sia il cattivo principale sia il perduto fratello maggiore di Aladdin, ma la produzione preferì distaccarsi dalla serie animata, scegliendo di inserire lui per la parentela con Aladdin e Sa'Luk per il ruolo di cattivo principale. La sua intera storia è perfettamente identica a quella di Amal. È fisicamente simile al figlio, con la barba e i capelli neri brizzolati, da sotto il capo e sopra le bassette. È un uomo di buon cuore, furbo e carismatico, per certi versi simile ad Aladdin, sebbene la sua carriera di Re dei Ladri lo abbia distaccato dal figlio per molti anni. La sua cupidigia lo porta a scoprire l'Isola Evanescente, allo scopo di recuperare la Mano di Mida, un cimelio in grado di trasformare qualunque cosa tocchi in oro, dovendosi servire dello Spirito dell'Oracolo, offerto ad Aladdin come regalo di nozze, ma infine comprende che il suo vero tesoro è Aladdin e decide di disfarsi della diabolica Mano di Mida. Sa'Luk lo odia più di ogni altra persona al mondo, in quanto troppo clemente e debole per essere considerato il suo degno Re, ma Cassim avrà modo di sconfiggerlo, tirandogli la Mano di Mida e trasformandolo in una statua d'oro per aiutare Aladdin. Considerato che ha chiuso per sempre con quella vita ed è tornato ad Agrabah per assumersi la responsabilità delle sue azioni, il Sultano dimostra clemenza e decide di commutargli la pena del carcere a vita in esilio fino a quando non avrà compensato tutti i suoi crimini. Assiste quindi al matrimonio del figlio da un angolo e subito dopo parte insieme a Iago, con cui ha stretto amicizia durante il film, per rifarsi una nuova vita, promettendo di tornare un giorno a fare visita ad Aladdin.
In Disney Princess: Le magiche fiabe - Insegui i tuoi sogni non viene confermato, ma visto che Iago è tornato ad Agrabah dopo che i suoi viaggi con Cassim sono finiti, anche il padre di Aladdin è di sicuro ritornato. Tuttavia, proprio come Aladdin e il Genio, non appare perché la storia è incentrata su Jasmine.

### Cavalieri di Ramond
I cavalieri di Ramond sono un manipolo di guerrieri coraggiosi che non temono nulla e nessuno che possa intralciare il loro cammino.

### Caos
Caos è in assoluto l'entità magica più potente mai apparsa in tutta la serie, con l'Intangibile come seconda. Ha l'aspetto di un gatto azzurro con delle ali e un pizzetto sotto il mento identico alla barba di Jafar, dandogli alcuni aspetti di un faraone e di una sfinge. Come viene ammesso, Caos è più potente di qualsiasi genio, e a differenza di loro, lui ha la capacità di esaudire i propri desideri personali senza alcun limite. È in grado di fare quasi tutti gli incantesimi con la sola forza del pensiero, una capacità che invece nessun altro essere magico delle serie possiede. Caos è una divinità capricciosa e irriverente, ma non sembra essere mosso da vera crudeltà o malvagità, dimostrandosi un personaggio alquanto ambiguo. Non ama le cose che vanno troppo per un percorso già tracciato, e interviene per renderle più interessanti. Il suo aspetto ricorda soprattutto lo Stregatto di Alice nel Paese delle Meraviglie.

### Intangibile
L'Intangibile è un'entità di grande potenza, seconda solo a Caos. Si presenta come un essere dal corpo etereo, che indossa una lunga tunica e una maschera d'oro, da cui parla con la voce di una donna, presumendo quindi di essere simbolicamente di sesso femminile. È citata nel libro delle creature magiche nel laboratorio di Jafar come responsabile di avere raso al suolo grandi e maestose città. Quando si presenta ad Agrabah s'intuisce che la sua presenza sia un cattivo auspicio. È in città per cercare qualcosa di speciale ed enigmatico. Benché il Sultano le mostri le ricchezze, sia materiali che culturali, che hanno resa prospera la città non sembra interessata. Giudicando, infine, che la città debba essere distrutta, fa comparire dal cielo un cubo a otto facce dai volti simili alla sua maschera, i quali iniziano a scagliare fulmini che distruggono la città. Benché Aladdin, insieme al Genio e al Tappeto, cerchino con una lancia magica di bloccare la distruzione del cubo, non vi riescono. In quel mentre, Jasmine, vedendo un bambino che sta per essere schiacciato da una torre che crolla, riesce a spingerlo via, finendo per essere travolta dalle macerie, perdendo così la vita. Gli abitanti si avvicinano rattristati per l'accaduto. L'Intangibile, in quel momento, richiama il cubo, mostrando un'espressione serena, affermando che era quello che cercava: vedere l'altruismo e l'amore che è nel cuore della gente. Con i suoi poteri, ripristina l'intera città riportando infine in vita Jasmine.